# Place de Costa-Rica
La place de Costa-Rica est une voie située dans le quartier de la Muette du 16e arrondissement de Paris.

## Situation et accès
La place de Costa-Rica est desservie à proximité par la ligne 6 à la station Passy.

## Origine du nom

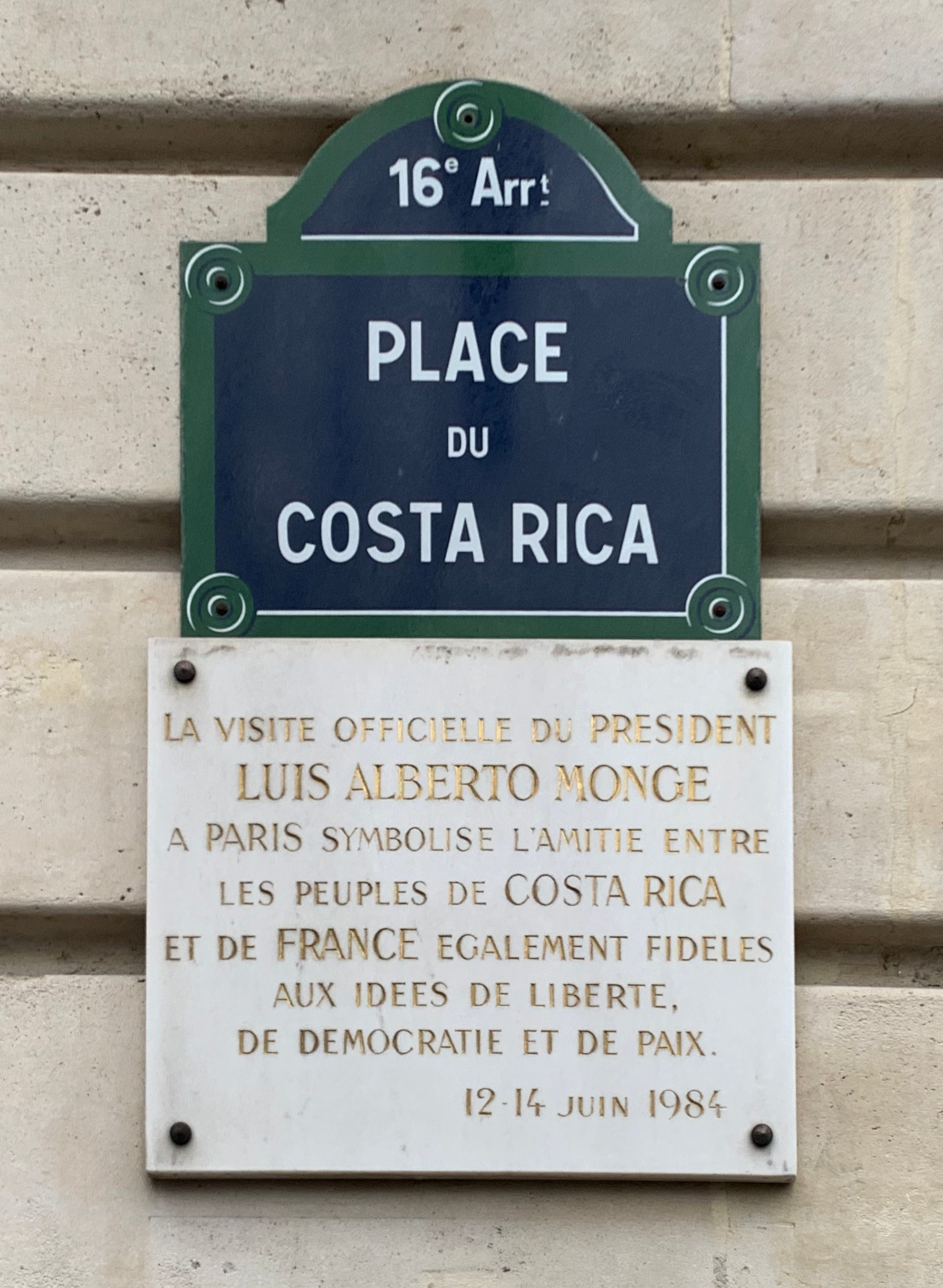
Plaque de la « place du Costa-Rica » surmontant la plaque commémorative du voyage du président Luis Alberto Monge à Paris en juin 1984.

Elle porte le nom du Costa Rica, pays d'Amérique centrale. Il faut souligner toutefois une ambiguïté sur le nom : la référence de la ville de Paris indique « de Costa-Rica », tandis que la plaque apposée sur la place « du Costa Rica ».

## Historique
La place, définie au débouché des voies qu'elle dessert – entre le boulevard Delessert, la rue de l'Alboni, la rue Raynouard, la rue de Passy, la rue de la Tour, la rue Vineuse et la rue Benjamin-Franklin –, prend sa dénomination actuelle par un arrêté du 12 juin 1963. 

## Bâtiments remarquables et lieux de mémoire

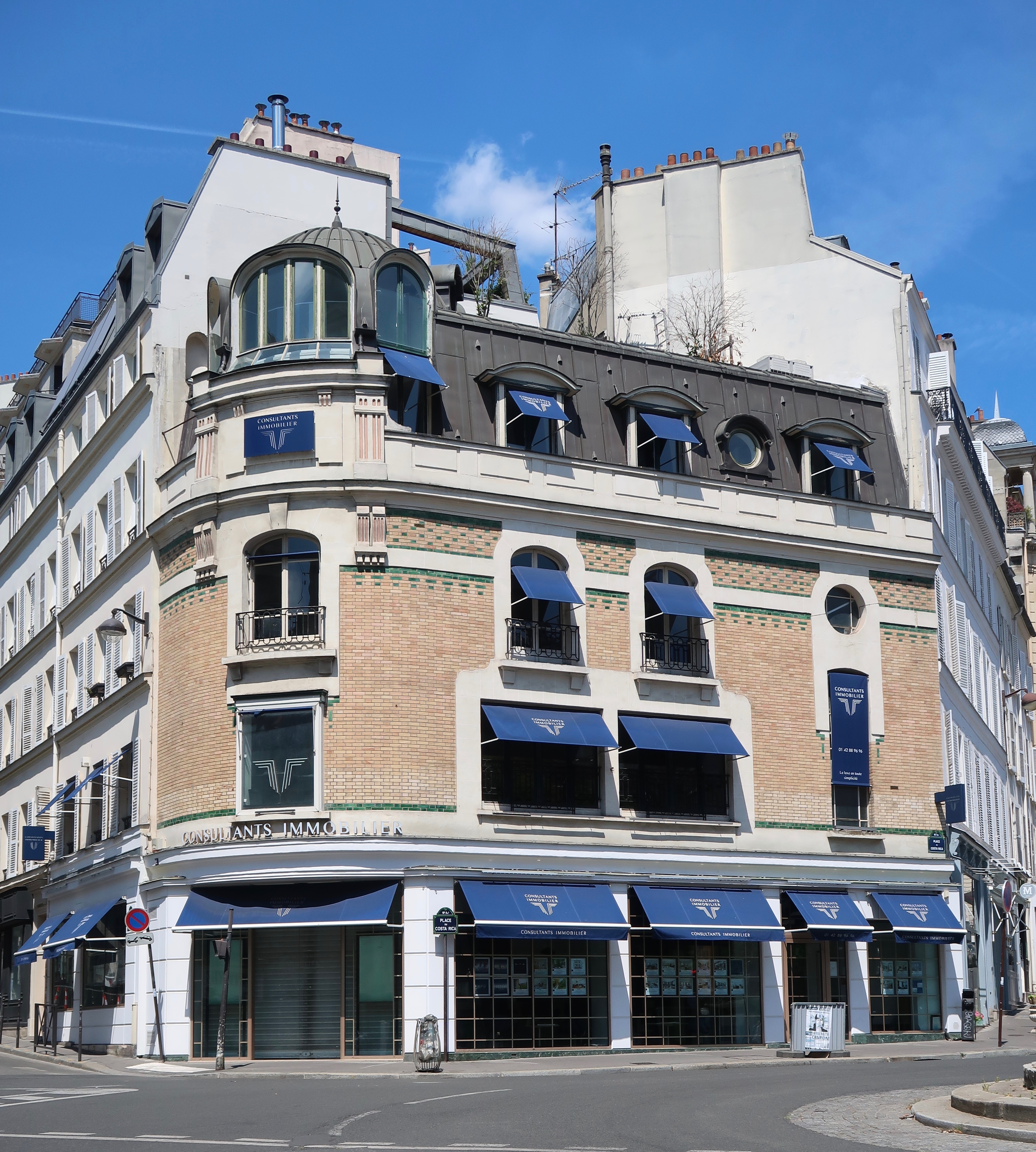
No 1.
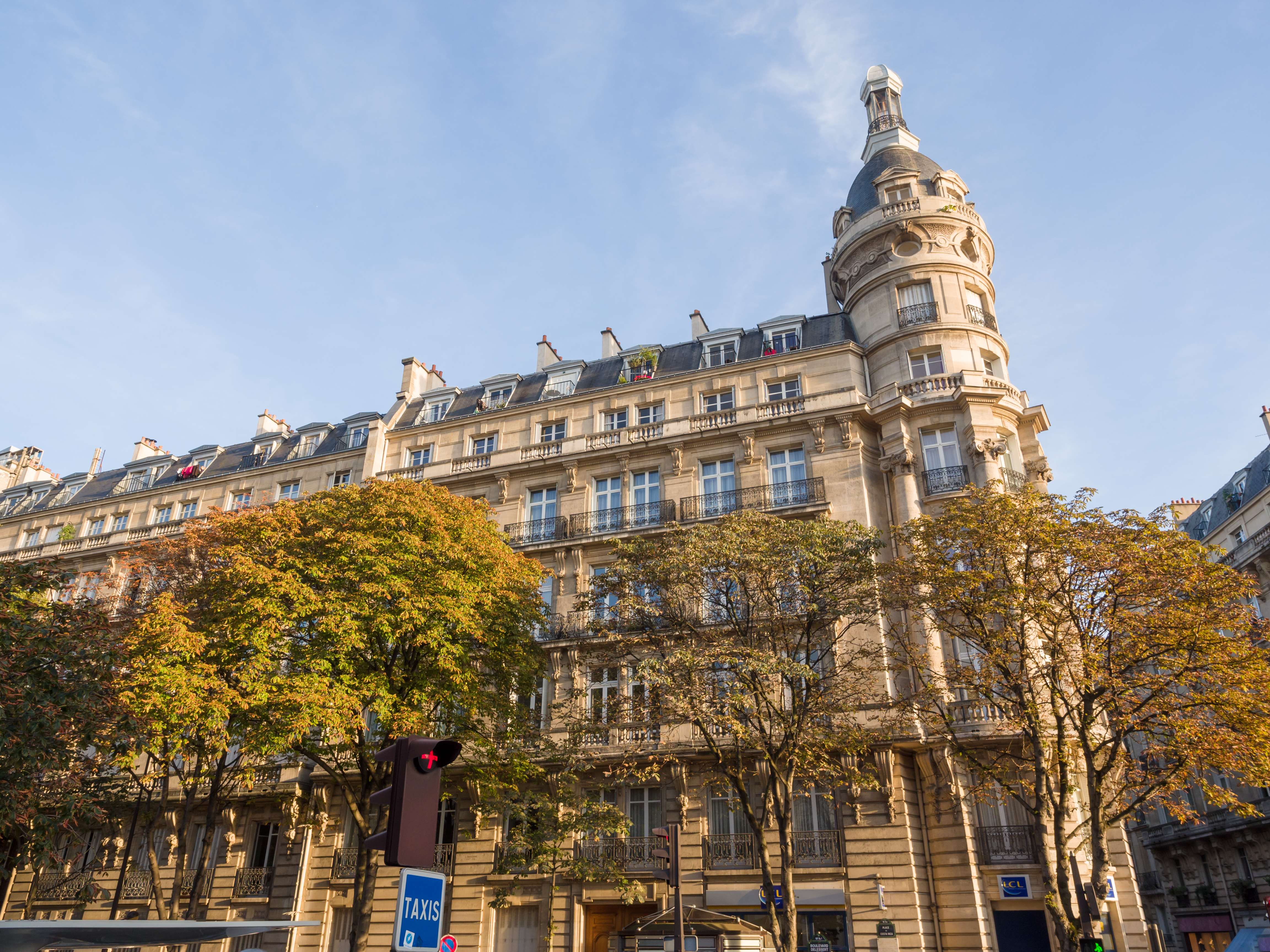
Immeuble donnant sur la place.